# 서울 도선사 마애불입상
서울 도선사 마애불입상(서울 道詵寺 磨崖佛立像)은 서울특별시 강북구 우이동, 도선사에 있는 조선시대의 마애불입상이다. 1977년 9월 5일 서울특별시의 유형문화재 제34호 도선사석불(道詵寺石佛)로 지정되었다가, 2009년 6월 4일 도선사 마애불입상(道詵寺 磨崖佛立像)으로 문화재 지정 명칭이 변경되었다.

## 개요
신라 경문왕 2년(862)에 도선(道詵)이 절을 세운 후, 큰 암석을 손으로 갈라서 만들었다고 전해지는 전체 높이 8.43m의 마애관음보살상으로 신체는 원통형으로 되어 있다.
신비스러운 영험이 있다고 하여 많은 사람들의 발길이 끊일 날이 없으며 석불 앞에는 석탑과 석등이 있다. 조선시대 억불정책으로 방치되었던 이 석불은 철종 14년(1863)에 나라의 기도도량으로 지정된 바도 있다.
불상 형태로 보아 고려시대에 유행하던 마애불 계통을 이어받은 조선 중기의 작품으로 추정된다.

## 현지 안내문
이 불상은 도선사 서남쪽 20미터의 높은 절벽에 감실을 파고, 그곳에 8.43m의 서 있는 불상을 새겨 만든 마애불 입상이다. 감실형 전실을 만들어 보호되고 있는 이 마애불상은 도식적인 모습을 나타내고 있다.
얼굴은 넓직하고 사각형이다. 눈은 큼직하고 코는 뭉툭하며, 입은 두드러지고 귀는 타원형인데, 이는 순박한 불상의 특징을 잘 보여준다. 신체는 직사각형인데 어깨는 약간 둥글게 내리다가 직각을 이루면서 발까지 직선으로 이어진 투박한 모습이다. 오른손은 턱까지 들어 올려 엄지와 중지를 맞대었고 왼손은 아래로 내려 손바닥으로 받쳐 든 수인인데, 왼손이 작은 편이다.
이 불상은 조선 전반기의 도식적인 석불상의 특징을 잘 보여주며, 당시 가장 특이한 불상으로 크게 중요시된다.

## 참고 자료
- 도선사 마애불입상 - 국가유산청 국가유산포털